# Carla Gugino
Carla Gugino (Sarasota, Florida, 1971. augusztus 29. –) olasz származású amerikai színésznő.
Első szerepeit Az agyoncsapat (1989) és az Ez a fiúk sorsa (1993) című filmekben kapta. Ő alakította Ingrid Cortezt a Kémkölykök-trilógiában (2001–2003), továbbá szerepelt az Éjszaka a múzeumban (2006), az Amerikai gengszter (2007), a Watchmen: Az őrzők (2009), az Álomháború (2011) és a Törésvonal (2015) című filmekben.
Főszerepeket alakított a Karen Sisco – Mint a kámfor (2003), A küszöb (2005–2006), A Hill-ház szelleme (2018) és a Jett (2019) című televíziós sorozatokban. 2020-ban A Bly-udvarház szelleme (2020) című websorozatban tűnt fel. 2023-ban Az Usher-ház bukása minisorozat főszereplője volt.

## Élete és pályafutása
Olasz, angol, és ír vér csörgedezik ereiben. Gyermekkorában a szülei külön költöztek, Carla édesanyjával a kaliforniai Paradise-ba költözött. Jó tanuló volt, 15 évesen már a szépségével is kitűnt a kortársai közül. Ekkor figyelt fel rá egy modellügynökség San Diegóból, majd New Yorkban folytatta az ígéretes modellkarrierjét. Mivel magassága elmaradt a divatberkekben megszokottól - 165 cm - így a fotózás volt a fő irányvonala.
A világ Jon Bon Jovi Always című dalának videoklipjéből ismerhette meg szépségét.
1995-ben az egyik főszereplője volt egy kosztümös angol minisorozatnak, a Hozományvadászoknak.
A modellkedést egy idő után filmezésre cserélte, és több kisebb szerep után 1998-ban Nicolas Cage partnereként jött el hozzá az igazi siker az Az utolsó dobás (Snake Eyes) című krimiben. Ezt követően felbukkant a Michael J. Fox nevével fémjelzett Kerge város (Spin City) című televíziós sorozatban. Az ezredfordulón a legjelentősebb munkája a Chicago Hope Kórház című kórházsorozat volt, ahol Dr. Gina Simon szerepében láthattuk őt viszont.
2001-ben indult útjának a nagy sikerrel vetített trilógia a Kémkölykök (Spy Kids). Ezekben a filmekben Antonio Banderasszal alkottak egy párt.
A televíziózásba 2003-ban tért vissza a Karen Sisco című sorozat címszerepében.
Karrierje eddigi csúcspontja a 2005-ben készült Sin City – A bűn városa című film, illetve a 2007-es Amerikai gengszter (American Gangster) című film volt.
A törvény gyilkosa (Righteous Kill) című, 2008-ban bemutatott, thrillerben nyomozót alakít Robert De Niro és Al Pacino partnereként.

## Filmográfia

### Film
| Év   | Magyar cím                                 | Eredeti cím                              | Szerep                       | Magyar hang        |
| ---- | ------------------------------------------ | ---------------------------------------- | ---------------------------- | ------------------ |
| 1989 | Az agyoncsapat                             | Troop Beverly Hills                      | Chica Barnfell               |                    |
| 1990 | Siker teszi az embert                      | Welcome Home, Roxy Carmichael            | fiatal Roxy                  | Dudás Eszter       |
| 1993 | Ez a fiúk sorsa                            | This Boy's Life                          | Norma Hansen                 | Kisfalvi Krisztina |
| 1993 | Vörös rock                                 | Red Hot                                  | Valentina                    |                    |
| 1993 | Kaszakő                                    | Son in Law                               | Rebecca ' Becca' Warner      | Biró Anikó         |
| 1995 | Miami rapszódia                            | Miami Rhapsody                           | Leslie Marcus                |                    |
| 1996 | Úton hazafelé 2. – Kaland San Franciscóban | Homeward Bound II: Lost in San Francisco | Delilah (hangja)             | Farkasinszky Edit  |
| 1996 | Házi háború                                | The War at Home                          | Melissa                      |                    |
| 1996 |                                            | Wedding Bell Blues                       | Violet                       |                    |
| 1996 | Michael                                    | Michael                                  | menyasszony                  |                    |
| 1997 |                                            | Lovelife                                 | Amy                          |                    |
| 1998 |                                            | Jaded                                    | Megan 'Meg' Harris           |                    |
| 1998 | Az utolsó dobás                            | Snake Eyes                               | Julia Costello               | Orosz Anna         |
| 1998 | Az áruló csókja                            | Judas Kiss                               | Coco Chavez                  | Liptai Claudia     |
| 2001 | Kémkölykök                                 | Spy Kids                                 | Ingrid Cortez                | Györgyi Anna       |
| 2001 | A világ közepe                             | The Center of the World                  | Jerri                        |                    |
| 2001 |                                            | The Jimmy Show                           | Annie                        |                    |
| 2001 | Az egyetlen                                | The One                                  | T. K. Law / Massie Walsh     | Horváth Lilla      |
| 2002 | Kémkölykök 2. – Az elveszett álmok szigete | Spy Kids 2: The Island of Lost Dreams    | Ingrid Cortez                | Györgyi Anna       |
| 2003 | Az éneklő detektív                         | The Singing Detective                    | Betty Dark / prostituált     | Ruttkay Laura      |
| 2003 | Kémkölykök 3-D – Game Over                 | Spy Kids 3-D: Game Over                  | Ingrid Cortez                | Györgyi Anna       |
| 2005 | Sin City – A bűn városa                    | Sin City                                 | Lucille                      | Román Judit        |
| 2006 | A szerencse foglyai                        | Even Money                               | Veronica                     | Peller Anna        |
| 2006 | Éjszaka a múzeumban                        | Night at the Museum                      | Rebecca Hutman               | Solecki Janka      |
| 2007 | A kulcsfigura                              | The Lookout                              | Janet                        |                    |
| 2007 | Rajzás                                     | Rise: Blood Hunter                       | Eve                          | Bertalan Ágnes     |
| 2007 | Amerikai gengszter                         | American Gangster                        | Laurie Roberts               | Kerekes Andrea     |
| 2008 | A törvény gyilkosa                         | Righteous Kill                           | Karen Corelli nyomozó        | Kisfalvi Krisztina |
| 2009 | A túlvilág szülötte                        | Unborn                                   | Janet Beldon                 |                    |
| 2009 | Watchmen: Az őrzők                         | Watchmen                                 | Sally Jupiter / Silk Spectre | Fehér Anna         |
| 2009 | A Boszorkány-hegy                          | Race to Witch Mountain                   | Dr. Alex Friedman            | Pikali Gerda       |
| 2009 |                                            | The Mighty Macs                          | Cathy Rush                   |                    |
| 2009 | Csajok a pácban                            | Women in Trouble                         | Elektra Luxx                 |                    |
| 2010 | Szex a lelke mindennek                     | Elektra Luxx                             | Elektra Luxx / Celia         |                    |
| 2010 | Minden nap                                 | Every Day                                | Robin                        | Pikali Gerda       |
| 2010 | Rohanás                                    | Faster                                   | Cicero                       | Horváth Lilla      |
| 2011 |                                            | I Melt With You                          | Laura                        |                    |
| 2011 |                                            | Girl Walks Into a Bar                    | Francine Driver              |                    |
| 2011 | Álomháború                                 | Sucker Punch                             | Dr. Vera Gorski              | Bertalan Ágnes     |
| 2011 | Mr. Popper pingvinjei                      | Mr. Popper's Penguins                    | Amanda                       | Györgyi Anna       |
| 2011 | Szilveszter éjjel                          | New Year's Eve                           | Dr. Morriset                 | Pokorny Lia        |
| 2012 |                                            | Hotel Noir                               | Hanna Click                  |                    |
| 2013 |                                            | By Virtue Fall                           | színésznő                    |                    |
| 2013 | Az acélember                               | Man of Steel                             | Kelor (cameo hangja)         |                    |
| 2014 |                                            | Match                                    | Lisa Davis                   |                    |
| 2015 | Törésvonal                                 | San Andreas                              | Emma Gaines                  | Györgyi Anna       |
| 2016 | Batman Superman ellen – Az igazság hajnala | Batman v Superman: Dawn of Justice       | Kryptoni űrhajó (hangja)     | Kis-Kovács Luca    |
| 2016 |                                            | Wolves                                   | Jenny Keller                 |                    |
| 2016 |                                            | Bling                                    | Catherine (hangja)           |                    |
| 2017 | Közöttünk az űr                            | The Space Between Us                     | Kendra Wyndham               | Bertalan Ágnes     |
| 2017 | Bilincsben                                 | Gerald's Game                            | Jessie                       |                    |
| 2018 |                                            | Elizabeth Harvest                        | Claire                       |                    |
| 2021 | Zack Snyder: Az Igazság Ligája             | Zack Snyder's Justice League             | Kryptoni űrhajó (hangja)     | Kis-Kovács Luca    |
| 2021 | Együtt bezárva 2.                          | With/In: Volume 2                        | író                          |                    |
| 2021 | Lőpor turmix                               | Gunpowder Milkshake                      | Madeleine                    | Györgyi Anna       |
| 2024 | Orion és a Sötétség                        | Orion and the Dark                       | Orion anyja (hangja)         | Haumann Petra      |
| 2024 | Lisa Frankenstein                          | Lisa Frankenstein                        | Janet Swallows               | Kisfalvi Krisztina |
| 2024 |                                            | The Friend                               | Elaine                       |                    |
| 2025 | Államfők                                   | Heads of State                           | Elizabeth Kirk               | Zakariás Éva       |

### Televízió
| Év        | Magyar cím                  | Eredeti cím                    | Szerep                            | Megjegyzések                                                   |
| --------- | --------------------------- | ------------------------------ | --------------------------------- | -------------------------------------------------------------- |
| 1988      |                             | Webster                        | Heather                           | 1 epizód                                                       |
| 1988      | Tini titkok                 | Good Morning, Miss Bliss       | Karen                             | 1 epizód                                                       |
| 1988      | Ki a főnök?                 | Who's the Boss?                | Jane                              | 1 epizód                                                       |
| 1988      |                             | Saved by the Bell              | Karen                             | 1 epizód                                                       |
| 1989      | Alf                         | ALF                            | Laura                             | 1 epizód                                                       |
| 1989–1990 | Falcon Crest                | Falcon Crest                   | Sydney St. James                  | 11 epizód                                                      |
| 1990      |                             | American Dreamer               | fiatal Jessica                    | 1 epizód                                                       |
| 1990      |                             | Ferris Bueller                 | Ann Peyson                        | 1 epizód                                                       |
| 1991      |                             | Doogie Howser, M.D.            | Sara Newman                       | 1 epizód                                                       |
| 1991      |                             | The Wonder Years               | Sandy                             | 1 epizód                                                       |
| 1992      | Quantum Leap – Az időutazó  | Quantum Leap                   | Michelle Temple Cutter            | 1 epizód                                                       |
| 1992      |                             | Davis Rules                    | Kathi                             | 2 epizód                                                       |
| 1994      |                             | Rebel Highway                  | Leann Morris                      | 1 epizód                                                       |
| 1995      | Hozományvadászok            | The Buccaneers                 | Nan St. George                    | minisorozat (6 epizód)                                         |
| 1996–1998 | Kerge város                 | Spin City                      | Ashley Schaeffer                  | főszereplő (13 epizód)                                         |
| 1999      |                             | Hotel Alexandria               | ismeretlen szerep                 | minisorozat (6 epizód)                                         |
| 1999–2000 | Chicago Hope Kórház         | Chicago Hope                   | Dr. Gina Simon                    | 23 epizód                                                      |
| 2003–2004 | Karen Sisco – Mint a kámfor | Karen Sisco                    | Karen Sisco                       | 10 epizód                                                      |
| 2005–2006 | A küszöb                    | Threshold                      | Dr. Molly Anne Caffrey            | 13 epizód                                                      |
| 2007–2010 | Törtetők                    | Entourage                      | Amanda Daniels                    | visszatérő szereplő (12 epizód)                                |
| 2011      | Kaliforgia                  | Californication                | Abby Rhodes                       | 10 epizód                                                      |
| 2012      | A törvény embere            | Justified                      | A.D. Karen Goodall                | 1 epizód                                                       |
| 2012      |                             | Political Animals              | Susan Berg                        | minisorozat (6 epizód)                                         |
| 2012      | Új csaj                     | New Girl                       | Emma                              | 3 epizód                                                       |
| 2015      | Krízisben                   | The Brink                      | Joanne "Jo" Larson                | 6 epizód                                                       |
| 2015–2016 | Wayward Pines               | Wayward Pines                  | Kate Hewson                       | 11 epizód                                                      |
| 2016      |                             | Roadies                        | Shelli Anderson                   | 10 epizód                                                      |
| 2017      | Nashville                   | Nashville                      | Virginia                          | 1 epizód                                                       |
| 2018      | Robotcsirke                 | Robot Chicken                  | Joyce Byers / Meg Altman (hangja) | 1 epizód                                                       |
| 2018      | A Hill-ház szelleme         | The Haunting of Hill House     | Olivia Crain                      | - minisorozat (10 epizód) - magyar hangja: - Pikali Gerda      |
| 2019      | Jett                        | Jett                           | Daisy "Jett" Kowalski             | - minisorozat (9 epizód) - magyar hangja: - Kisfalvi Krisztina |
| 2020      |                             | Manhunt                        | Kathy Scruggs                     | 6 epizód                                                       |
| 2020      | A Bly-udvarház szelleme     | The Haunting of Bly Manor      | mesélő / idős Jamie               | - minisorozat (9 epizód) - magyar hangja: - Pikali Gerda       |
| 2021      | Mise éjfélkor               | Midnight Mass                  | bírónő                            | - minisorozat (1 epizód) - magyar hangja: - Pikali Gerda       |
| 2021      |                             | Leopard Skin                   | Alba Fontana                      | 8 epizód                                                       |
| 2023      | Az Usher-ház bukása         | The Fall of the House of Usher | Verna                             | - minisorozat (8 epizód) - magyar hangja: - Pikali Gerda       |

## Fordítás
- Ez a szócikk részben vagy egészben  a   Carla Gugino című angol Wikipédia-szócikk fordításán alapul.  Az eredeti cikk szerkesztőit annak laptörténete sorolja fel. Ez a jelzés csupán a megfogalmazás eredetét és a szerzői jogokat jelzi, nem szolgál a cikkben szereplő információk forrásmegjelöléseként.